# Kārlis Bētiņš
Karlis Betins (Karl Behting, Kārlis Bētiņš) (27 d'octubre de 1867, Bērzmuiža – 28 de març de 1943, Riga) fou un jugador i compositor d'escacs letó.
|  |

## Resultats destacats en competició
Va empatar al 3r-5è llocs a Riga 1899 (el 1r Baltic Congress, guanyat per Robert Behting), fou tercer a Riga 1900 (campió: T. Muller), va guanyar a Riga 1900/01, va empatar al primer lloc amb Karl Wilhelm Rosenkrantz, W. Sohn i Wilhelm von Stamm a Dorpat (Tartu) 1901 (el 2n Baltic Congress), i empatà al 3r-4t lloc a Reval (Tallinn) 1904 (campió: Bernhard Gregory).
Entre 1902–1910, fou coeditor, amb Paul Kerkovius, de Baltische Schachblätter.
Després de la I Guerra Mundial, fou tercer, rere Hermanis Matisons i Fricis Apšenieks, a Riga 1924 (1r Campionat de Letònia). Betinš va representar Letònia a la I Olimpíada d'escacs no oficial a Paris 1924 (+7 –4 =2), on el seu equip assolí la quarta posició, i ell mateix quedà empatat en els llocs 4t a 7è a la classificació individual de la Copa de Consolació (el campió fou Karel Hromadka).
El gambit Letó (1.e4 e5 2.Cf3 f5) s'anomena així en homenatge a Karlis Betinš, qui el va analitzar en profunditat a començaments del segle xx.